# Olivier Veigneau
Olivier Veigneau (Suresnes, Francia, 16 de julio de 1985) es un futbolista francés. Juega de defensa y su actual equipo es el Le Mans F. C. del Championnat National.

## Selección nacional
Fue internacional con la selección de fútbol sub-21 de Francia.

## Clubes
| Club                   | País     | Año       |
| ---------------------- | -------- | --------- |
| A. S. Mónaco F. C.     | Mónaco   | 2005-2008 |
| O. G. C. Niza (cedido) | Francia  | 2006-2007 |
| M. S. V. Duisburgo     | Alemania | 2008-2011 |
| F. C. Nantes           | Francia  | 2011-2015 |
| Kasımpaşa S. K.        | Turquía  | 2015-2020 |
| Le Mans F. C.          | Francia  | 2020-     |